# Chiesa di Santa Lucia (Rio de Janeiro)
La chiesa di Santa Lucia (in portoghese Igreja de Santa Luzia) è un luogo di culto cattolico situato in rua Santa Luzia a Rio de Janeiro.

## Storia
Una versione dell'origine della chiesa attuale sostiene che il navigatore Ferdinando Magellano, passando per la baia di Guanabara nel dicembre 1519, eresse una piccola cappella sul sito, allora in riva al mare, dove depositò un'immagine di Nostra Signora dei Navigatori. Un'altra versione attribuisce la sua origine a una cappella costruita dai religiosi francescani al loro arrivo nel 1592.
Il terreno su cui sorge la chiesa odierna fu donato dal capitano João Pereira Cabral e da sua moglie Antonia Cruz nel 1751. Il 12 gennaio 1752 iniziarono i lavori più importanti della chiesa, con la costruzione di un campanile, tre altari e una porta unica, su progetto di Antônio de Pádua e Castro.
Nel contesto del trasferimento della corte portoghese in Brasile, nel 1817 il re Giovanni VI del Portogallo ordinò l'apertura di Rua Santa Luzia, che arrivava fino al Convento di Ajuda, per poter portare la sua carrozza fino alla chiesa in adempimento di una promessa fatta a suo nipote, l'infante D. Sebastião, di essere guarito da una malattia agli occhi. In questo modo, l'accesso alla chiesa di Santa Lucia fu facilitato.
Dal 1872 al 1884 la chiesa fu ampliata, furono costruite due torri e tre porte, e l'altare fu rimodellato in legno intagliato e dorato, donandogli l'aspetto odierno.
Negli anni Venti, con la demolizione del Morro do Castelo, fu creata una spianata con i materiali, formando una serie di riempimenti a mare che allontanarono la costa.

## Descrizione
La facciata, in cui predominano gli elementi verticali, ha un portale in pietra ed è sormontata da un frontone triangolare ed è racchiusa da due campanili sottili campane sormontate da cupolini, rivestiti di tegole. Tradizionalmente dipinte di blu, le lesene, la trabeazione e le finestre sono in pietra. 
L'altare maggiore, decorato con sculture in legno, ospita l'immagine di Santa Lucia, premiata a Parigi come capolavoro barocco e donata alla chiesa dal signor Manoel Joaquim Pimenta Velloso nel 1878.